# Taborzec
Taborzec (niem. Taberwiese) – wieś w Polsce, położona w województwie warmińsko-mazurskim, w powiecie kętrzyńskim, w gminie Barciany.
| SIMC    | Nazwa  | Rodzaj    |
| ------- | ------ | --------- |
| 0469659 | Glinka | część wsi |

W latach 1975–1998 wieś administracyjnie należała do województwa olsztyńskiego.